# Schaal Sels 2017
De 92e editie van de wielerwedstrijd Schaal Sels werd gehouden op 27 augustus 2017. De wedstrijd maakt deel uit van de UCI Europe Tour 2017. Deze editie vertrok de wedstrijd aan het Zaha Hadidplein in Antwerpen, de nieuwe locatie van het Havenhuis. De renners reden doorheen de Antwerpse Haven naar het Poldergebied. Na 3 passages door Nederland eindigde de wedstrijd volgens traditie op de Bredabaan te Merksem. Kasseistroken en een reeks onverharde wegen zorgden weer voor heel wat spektakel op het parcours. 

## Deelnemende ploegen
UCI World Tour ploegen
-  Team LottoNL-Jumbo

Professionele continentale ploegen
-  Wanty - Groupe Gobert
-  Sport Vlaanderen-Baloise
-  WB Veranclassic-Aqua Protect
-  Nippo-Vini Fantini
-  Roompot-Nederlandse Loterij
-  Israël Cycling Academy
-  Gazprom-Rusvelo

Continentale ploegen
-  Veranda's Willems Cycling Team
-  Tarteletto-Isorex
-  AGO-Aqua Service
-  Pauwels Sauzen-Vastgoedservice
-  Cibel-Cebon
-  An Post - Chain Reaction
-  CCB Velotooler
-  Team Differdange-Losch
-  Start-Vaxes

## Rituitslag
| Rituitslag |                       |                                |          |
| Plaats     | Naam                  | Ploeg                          | Tijd     |
| 1          | Taco van der Hoorn    | Roompot-Nederlandse Loterij    | 4u29'59" |
| 2          | Wout van Aert         | Veranda's Willems Cycling Team | +2"      |
| 3          | Tim Merlier           | Veranda's Willems Cycling Team | +3"      |
| 4          | Amund Grøndahl Jansen | Team LottoNL-Jumbo             | z.t.     |
| 5          | Lukas Spengler        | Wanty-Groupe Gobert            | z.t.     |
| 6          | Ludwig De Winter      | WB Veranclassic-Aqua Protect   | +57"     |
| 7          | Martijn Budding       | WB Veranclassic-Aqua Protect   | +59"     |
| 8          | Stijn Steels          | Sport Vlaanderen-Baloise       | z.t.     |
| 9          | Dennis van Winden     | Israël Cycling Academy         | +1'12"   |
| 10         | Mihkel Räim           | Israël Cycling Academy         | z.t.     |
| 11         | Timo Roosen           | Team LottoNL-Jumbo             | +1'28"   |
| 12         | Jacob Scott           | Team LottoNL-Jumbo             | +1'30"   |
| 13         | Jarl Salomein         | An Post - Chain Reaction       | +1'34"   |
| 14         | Justin Jules          | WB Veranclassic-Aqua Protect   | z.t.     |
| 15         | Rob Peeters           | Pauwels Sauzen-Vastgoedservice | z.t.     |
| 16         | Mathias De Witte      | Cibel-Cebon                    | z.t.     |
| 17         | Bert Van Lerberghe    | Sport Vlaanderen-Baloise       | z.t.     |
| 18         | Sjoerd Van Ginneken   | Roompot-Nederlandse Loterij    | z.t.     |
| 19         | Jordi Van Dingenen    | Pauwels Sauzen-Vastgoedservice | z.t.     |
| 20         | Elmar Reinders        | Roompot-Nederlandse Loterij    | z.t.     |